# Agrostis amomala
Agrostis amomala é uma espécie de gramínea do gênero Agrostis, pertencente à família Poaceae.